# Klimy (gromada)
Klimy – dawna gromada, czyli najmniejsza jednostka podziału terytorialnego Polskiej Rzeczypospolitej Ludowej w latach 1954–1972.
Gromady, z gromadzkimi radami narodowymi (GRN) jako organami władzy najniższego stopnia na wsi, funkcjonowały od reformy reorganizującej administrację wiejską przeprowadzonej jesienią 1954 do momentu ich zniesienia z dniem 1 stycznia 1973, tym samym wypierając organizację gminną w latach 1954–1972.
Gromadę Klimy z siedzibą GRN w Klimach utworzono – jako jedną z 8759 gromad na obszarze Polski – w powiecie suskim w woj. olsztyńskim na mocy uchwały nr 26 WRN w Olsztynie z dnia 4 października 1954. W skład jednostki weszły obszary dotychczasowych gromad Pławty Wielkie i Żakowice oraz miejscowości Bałoszyce, Bałoszyce Małe, Wądoły, Klimy i Czernikowo z dotychczasowej gromady Klimy ze zniesionej gminy Klimy w tymże powiecie. Dla gromady ustalono 13 członków gromadzkiej rady narodowej.
1 stycznia 1959 powiat suski przemianowano na powiat iławski.
1 stycznia 1960 do gromady Klimy włączono wsie Jawty Małe i Jawty Wielkie oraz PGR-y Nipkowo, Nipkówko i Wiśniówek ze zniesionej gromady Jawty Wielkie w tymże powiecie.
Gromadę zniesiono 30 czerwca 1968, a jej obszar włączono do gromad: Różnowo (wsie Jawty Małe, Jawty Wielkie i Żakowice, PGR-y Bałoszyce, Bałoszyce Małe, Nipkowie, Nipkówko, Wądoły i Wiśniówek) i Kisielice (wsie Klimy i Pławty Wielkie, osady Pachołki, Pławty Małe i Potoczek oraz leśniczówkę Nowiny) w tymże powiecie.